# Ferdinando Baldi
Salvatore Di Silvestro, mais conhecido como Ferdinando Baldi, (Cava de' Tirreni, 19 de maio de 1917 – Roma, 12 de setembro de 2007) foi um diretor e roteirista italiano.

## Biografia
Baldi nasceu em Cava de' Tirreni, Salerno, em 19 de maio de 1917. Seu trabalho com o cinema começou nos anos 50, com filmes como Il Prezzo dell'Onore. Orson Welles participou de dois dos seus filmes, David and Goliath e The Tartars.
Nos anos 80, Baldi foi abordado por norte-coreanos durante o Mercado de Filmes de Cannes, onde estava apresentando seu filme Warbus. Os agentes da Coreia do Norte queriam que Baldi produzisse um filme de ação que parecesse ocidental o suficiente para burlar o embargo dos Estados Unidos aos seus produtos. Baldi aceitou e inicialmente escreveu um roteiro sobre a Batalha de Iwo Jima, mas os norte-coreanos mudaram o roteiro, o transformando em um filme de ficção científica.
Baldi morreu em Roma em 12 de setembro de 2007.

## Filmografia selecionada
- Il prezzo dell'onore (1952)
- Assi alla ribalta (1954)
- David and Goliath (1960)
- Duel of Champions (1961)
- La spada del Cid (1962)
- Taras Bulba, the Cossack (1962)
- Il figlio di Cleopatra (1964)
- Sfida al re di Castiglia (1964)
- Suicide Mission to Singapore (1966)
- All'ombra delle aquile (1966)
- Texas, Adios (1966)
- Massacro alla foresta nera (1967)
- Io non protesto, io amo (1967)
- Little Rita nel West (1967)
- Hate Thy Neighbor (1968)
- Django, Prepare a Coffin (1968)
- The Forgotten Pistolero (1969)
- Bootleggers (1969)
- Blindman (1971)
- The Sicilian Connection (1972)
- Long Lasting Days (1973)
- Carambola! (1974)
- Carambola's Philosophy: In the Right Pocket (1975)
- Velluto nero (1976)
- Get Mean (1976)
- Geometra Primetti selvaggiamente Osvaldo (1976)
- Nine Guests for a Crime (1977)
- La compagna di viaggio (1980)
- Comin' at Ya! (1981)
- Treasure of the Four Crowns (1983)
- Warbus (1985)
- Un maledetto soldato (1988)
- Ten Zan: The Ultimate Mission (1988) (como "Ted Kaplan")